# Johan Magnus Lindbom
Johan Magnus Lindbom, född 22 juli 1798 i Linköpings församling, död 24 april 1862 i Styrstads församling, Östergötlands län, var en svensk präst.

## Biografi
Johan Magnus Lindbom föddes 1798 i Linköping. Han var son till stenhuggaren Johan Gustaf Lindbom och Christina Persdotter Serling. Lindbom studerade i Linköping och blev höstterminen 1818 student vid Uppsala universitet. Han prästvigdes 29 januari 1824 i Uppsala domkyrka. Lindbom avlade pastoralexamen 8 juni 1831 och blev lärare vid Swartziska friskolan i Norrköping 19 september 1831. Den 8 januari 1844 blev han kyrkoherde i Styrstads församling med tillträde 1845 och blev 19 mars 1856 prost. Lindbom avled 1862 i Styrstads församling.

### Familj
Lindbom gifte sig 29 december 1835 med Anna Christina Wåhlander (1806–1878). Hon var dotter till kyrkoherden Jon Wåhlander och Catharina Margareta Juringius i Tåby församling. De fick tillsammans barnen Hanna Margareta Augusta Lindbom som var gift med kyrkoherden Jon Julin i Ekeby församling, Catharina Sophia Vilhelmina Lindbom (född 1840) och häradsskrivaren Johan Albert Lindbom (född 1842) i Östergötland.